# Йылмаз, Элиф Мельда
Эли́ф Мельда́ Йылма́з (тур. Elif Melda Yılmaz; род. 7 ноября 1977, Эскишехир) — турецкая актриса

.

## Биография и карьера
Элиф Мельда Йылмаз родилась 7 ноября 1977 года в Эскишехире, Турция, и там же получила начальное и среднее образование. Начиная с начальной школы, она профессионально занималась музыкой и народными танцами.
С 1992 по 1996 год Йылмаз работала диктором и продюсером программ на Эскишехирском радио, ведущей программы на образовательном телевидении Анатолийского университета и обозревателем молодёжной страницы Эскишехирской газеты.
С 1996 по 2000 год Йылмаз обучалась на театральном отделении факультета музыки и исполнительского искусства Билькентского университета. В студенческие годы она работала аниматором, преподавателем творческой драмы и переводчицей. Кроме того, она занималась озвучиванием фильмов, сотрудничая с «TRT» и различными частными студиями. Как актриса Государственного театра Анкары и сольная джазовая певица, она выступала в различных клубах и ресторанах.
В 2000 году Йылмаз стала одной из тринадцати актёров-основателей Городских театров столичного муниципалитета Эскишехира. В последующие годы она сыграла во множестве спектаклях и мюзиклах, работала помощницей режиссёра и художником по костюмам. С 2004 года она снимается в фильмах и телесериалах.
В 2013 году Йылмаз была названа «Артисткой года» Ассоциацией современных журналистов и стала лауреатом 4-й Анатолийской театральной премии Садри Алышика в категории «Самая успешная актриса в мюзикле» за роль в спектакле «Кровавая Нигяр».

## Личная жизнь
С 20 июня 2010 года Йылмаз замужем за Кораем Хатипоглу.

## Фильмография
| Год       |   | Русское название       | Оригинальное название | Роль            |
| --------- | - | ---------------------- | --------------------- | --------------- |
| 2004      | с | Курортные романы       | Tatil Aşkları         | Тугче           |
| 2009      | ф | Игра в краба           | Yengeç Oyunu          | Нурие           |
| 2011      | с | Иффет                  | İffet                 |                 |
| 2015—2016 | с | Долина Волков: Западня | Kurtlar Vadisi Pusu   | Мерьем          |
| 2017      | с | Ты — моё заточение     | Esaretim Sensin       | Алев            |
| 2021      | с | Любовный рецепт        | Aşkın Tarifi          | Феза Сойлуер    |
| 2022      | ф | Моя свекровь повсюду   | Sil Baştan Kaynanam   |                 |
| 2022—2023 | с | Правосудие             | Yargı                 | Айтен Суат Эзин |